# 中国国民党第五次全国代表大会
中國国民党第五次全国代表大会于1935年11月12日至22日在南京召开，林森主持开幕典礼。到会代表405人，主席团成员23人。于右任作主席团工作报告，蒋中正作政治报告，何应钦作军事报告，孙科作中央执行委员会工作报告，张群作中央监察委员会工作报告。

## 第五次全国代表大会

### 党的建设
大会通过了《确定救党救国原则案》，决定授予蒋中正统筹一切的权力以统一全党意志，全民力量，全党必须听其指挥。会议制定了《党员守则》十二条，即: 忠勇为爱国之本、孝顺为齐家之本、整洁为强身之本、仁爱为接物之本、信义为立业之本、助人为快乐之本、和平为处世之本、节义为治事之本、学问为济世之本、服从为负责之本、勤俭为服务之本、有恒为成功之本。会议修正了党章，并通过了宣言，在宣言中提出了十条“建设国家挽救国难要计”。

### 外交与国防
会议通过了《授权政府在不违背另文陈述之方针下应有进退伸缩之全权以应此非常时期外交之需要案》、《国难时期集中力量充实国防建议案》、大会接受蒋中正关于外交之建议案。蒋中正在讲话中提出了“和平”、“牺牲”的原则，即: “和平未到完全绝望时刻， 决不放弃和平，牺牲未到最后关头，决不轻言牺牲。”但蒋又声称：若到了和平绝望的时期与牺牲的最后关头，则“当听命党国，下最后之决心”。国民党对日妥协的外交政策已开始发生相当程度的变化

### 训政与宪政
会议通过了《切实推行地方自治以完成训政工作案》、《宪法草案修正要点》

### 民政与经济
会议通过了《关于积极推行本党土地政策案》、《全国厉行节约集中生产案》等案。

### 党的机构
会议决定在中央执行委员会之下设置国民军事训练计划委员会、国民经济建设计划委员会、及地方自治计划委员会。

### 中央执行委员会委员
大会推选蒋中正、汪精卫、胡汉民、戴季陶、阎锡山、冯玉祥、于右任、孙科、吴铁城、叶楚伧、何应钦、朱培德、邹鲁、居正、 陈果夫、何成浚、陈立夫、石瑛、孔祥熙、丁惟汾、张学良、宋子文、白崇禧、刘峙、顾祝同、朱家骅、杨杰、马超俊、张治中、曾扩情、贺衷寒、蒋鼎文、方觉慧、陈济棠、黄慕松、钱大钧、韩复榘、何健、曾养甫、刘芦隐、陈诚、周佛海、徐恩曾、洪兰友、余井塘、陈策、 邵元冲、张道藩、陈布雷、方治、陈公博、梁寒操、李宗黄、刘纪文、徐源泉、潘公展、王法勤、柏文蔚、王陆一、张群、刘维炽、吴醒亚、丁超五、赵戴文、蒋伯诚、顾孟余、甘乃光、陈继承、萧吉珊、王以哲、李文范、张厉生、周伯敏、王柏龄、苗培成、刘健群、谷正纲、梅公任、余汉谋、郑占南、王漱芳、朱绍良、林翼中、谷正伦、傅作义、吴忠信、王祺、黄旭初、戴愧生、 于学忠、陈肇英、张冲、萧同兹、周启刚、麦斯武德、卫立煌、 洪陆东、焦易堂、李生达、田昆山、刘湘、陈绍宽、陈仪、彭学沛、茅祖权、沈鸿烈、熊式辉、夏斗寅、鹿钟麟、王伯群、徐堪、 傅秉常、乐景涛、李扬敬、唐有壬、王泉笙、缪培南、王均、罗桑坚赞、贡觉仲尼等一百二十人为中央执行委员会委员。

### 候补中央执行委员
大会推选吴开先、薛笃弼、叶秀峰、赖琏、谷正鼎、陈调元、俞飞鹏、经亨颐、萧铮、吴挹峰、陈树人、李品仙、邓家彦,林叠、朱霁青、时子周、 陈庆云、王用宾、刘建绪、傅汝霖、张强、王正廷、黄季陆、唐生智、黄实、余俊贤、李任仁、宋庆龄、曾仲鸣、张定璠、吴宝丰、 罗家伦、赵棣华、李敬斋、杨永泰、罗翼群、尼马鄂特索尔、马鸿逵、谢作民、段锡朋、陈泮岭、王懋功、杨爱源、陈访先、李嗣璁、程潜、张钫、郑亦同、张贞、张知本、陈耀垣、赵丕廉、诺那、王昆仑、赵允义、区芳浦、程天固、詹菊似、石敬亭、吴经熊等六十人为候补中央执行委员。

### 中央监察委员会成员
大会推选林森、张继、蔡元培、吴稚晖、张静江、 杨虎、邵力子、李宗仁、谢持、杨虎城、王宠惠、许崇智、张发奎、陈璧君、恩克巴图、柳亚子、蒋作宾、褚民谊、程天放、胡宗南 香翰屏、黄绍竑 、宋哲元、商震、邵华、李煜瀛、李烈钧、孙连仲、 薛岳、刘镇华、龙云、李福林、庞炳勋、麦焕章、林云陔、萧佛成、 贺耀组、王子壮、覃振、姚大海、章嘉、熊克武、安钦、秦德纯、 盛世才、王秉钧、司伦、王树翰、徐永昌、张任民等五十人为中央监察委员。

### 候补中央监察委员
鲁涤平、雷震、欧阳格、王世杰、刘文岛、李次温、何思源、刘守中、谭道源、彭国钧、闻亦有、邓青阳、张默君、狄膺、 杨庶堪、唐绍仪、马麟、郭泰祺、崔广秀、潘云超、何世桢、胡文灿、李绮庵、萧忠贞、孙镜亚、陈嘉佑、溥侗、黄麟书、陆幼刚、杨熙绩等三十人为候补中央监察委员。

## 五届一中全会
1935年12月2日至7日，在南京召开五届一中全会，出席中执、中监委员一百七十四人。
会议推选蒋中正、汪精卫、胡汉民、冯玉祥,丁惟汾、叶楚伧、孔祥熙、邹鲁、陈立夫组成中央执行委员会常务委员会，由胡汉民任主席，蒋介石任副主席；推选林森、张继、萧佛成(电 辞不就)、蔡元培、吴稚晖组成中央监察委员会常务委员会。推 选张静江、阎锡山、许崇智、李烈钧、王宠惠、李文范、张学良、 唐生智、陈璧君、宋子文、朱培德、顾孟余、朱家骅、马超俊、邵元冲、刘守中、陈公博、王伯群、程潜、陈果夫、梁寒操、张定璠、何应钦、黄绍竑、王陆一为中央政治委员会委员，汪精卫为主席，蒋中正为副主席，组成中央政治委员会。推选林森为国民政府主席，蒋介石为行政院长，孙科为立法院长，居正为司法院长，戴季陶为考试院长，于右任为监察院长。

### 机构改革
会议通过了《中央执行委员会组织大纲》、《中央监察委员会组织法》，决定再将中央政治会议改称中央政治委员会。中央党部原组织、宣传、民众运动指导三委员会仍恢复为部，除已有财务、抚恤、党史史料编纂三委员会外，增设海外党务、地方自治、国民经济和文化事业等四个计划委员会。
- 组织部长张厉生；副部长谷正纲
- 宣传部长刘芦隐；副部长方治
- 民众训练部部长周佛海；副部长王陆一
- 海外党务计划委员会主任委员周启刚；副主任委员萧吉珊、陈耀垣
- 地方自治计划委员会主任委员方觉慧；副主任委员李宗黄、黄季陆
- 国民经济建设计划委员会主任委员曾养甫；副主任委员邓青阳、徐恩曾
- 文化事业计划委员会主任委员陈果夫；副主任委员褚民谊、张道藩
- 党史史料编纂委员会主任委员 邵元冲；副主任委员罗家伦、梅公任
- 抚恤委员会主任委员王法勤；副主任委员李文范、洪陆东
- 财务委员会主任委员居正；副主任委员麦焕章、苗培成

### 推动宪政
大会决定1936年5月5日公布《中华民国宪法草案》，11月12日召开国民大会。

## 五届二中全会
1936年7月10日至7月14日，中國國民黨第五屆二中全會在南京召開。五屆二中全會秉承五全大會既定方針，參加中央委員160餘人，「各地委員躬負重責或久未來京者，無不專莅首都，共襄大計」。全會推定蔣、孫科、馮玉祥、于右任、丁惟汾、居正、陳果夫、王法勤、孔祥熙9人為主席團，葉楚傖為秘書長。7月13日，決議撤銷西南執行部及西南政務委員會，其在西南指導黨務政治之同志，均應集中中央，共同負責。同時還通過組織國防會議及粵桂兩省軍事政治之調整案。決定組織国防会议，並通過國防會議條例。指定李宗仁、白崇禧、陳濟棠、劉峙、張學良、宋哲元、傅作義、余漢謀等18人為國防會議成員。
在会上，蒋介石重申了外交方针：“中央对外交所抱的最低限度，就是保持领土主权的完整，任何国家要来侵扰我们领土主权，我们绝对不能容忍，我们绝对不订立任何侵害我们领土主权的协定，并绝对不容忍任何侵害我们领土主权的事实。再明白些说，假如有人强迫我们签订承认伪国等损害领土主权的时候，就是我们不能容忍的时候，就是我们最后牺牲的时候。”又说：从“五大”以后，“我们如遇有领土主权再被人侵害，如果用尽政治外交方法，而仍不能排除这个侵略，就是要危害到我们国家民族之根本的生存，这就是为我们不能容忍的时候，到这时候，我们一定做最后之牺牲。”这里，蒋介石表示了不能签订承认伪“满洲国”的协定，并对“牺牲的最后关头”作了“最低限度”的解释。
7月14日，在五届二中全会上，决定成立國防會議，通过《国防会议条例案》，国防会议每年召开一次，蒋中正為国防会议议长，汪精衛為副議長；阎锡山、冯玉祥、程潛、朱培德、唐生智、孔祥熙、何應欽、李宗仁、白崇禧、陳濟棠、張學良、宋哲元、楊虎城、傅作義、余漢謀等30人为國防會議会员。

## 五届三中全会
1937年2月15日至22日，国民党五届三中全会在南京举行。五届三中全会是在西安事变和平解决后召开的，当时国民党要商讨在新的形势下对中国共产党和日本帝国主义的政策。
在三中全会召开前五天，中国共产党为了促使抗日民族统一战线的形成，发出了《给国民党三中全会电》，提出了“五项要求”，希望国民党以此确定国策；同时还表示，如果国民党能按此五项要求确定国策，共产党可以做到“四条保证”。“四五方案”，即著名的四项保证、五项国策：停止内战、实行民主自由、召开各党派会议、迅速准备抗日和改善人民生活等五项要求；坚持三民主义、停止武装暴动和赤化运动、苏维埃政府改为中华民国特区政府、红军改编为国民革命军等四项保证。四五方案具体如下：
四项保证：
一、在全国范围内停止推翻国民政府之武装暴动方针；
二、苏维埃政府改名为中华民国特区政府，红军改名为国民革命军，直接受南京中央政府与军事委员会之指挥；
三、在特区政府区域内实施普选的彻底的民主制度；
四、停止没收地主土地之政策，坚决执行抗日民族统一战线之共同纲领。
五项国策：
一、停止一切内战，集中国力，一致对外；
二、言论集会结社之自由，释放一切政治犯；
三、召集各党各派各界各军的代表会议，集中全国人才共同救国；
四、迅速完成对日抗战之一切准备工作；
五、改善人民的生活。
三中全会上，国民党抗日派和亲日派，分别就停止内战、一致抗日问题展开辩论。宋庆龄、何香凝等人联名提出《恢复孙中山先生手订联俄、联共、扶助农工三大政策案》；杨虎城等人提出了西安方面关于抗日救国8项议案；李宗仁及久已隐居的冯玉祥等人提出保障言论自由、保护爱国运动、解放群众及加强救国运动案等。经过激烈斗争，在三中全会上，国民党内部的抗战派终于战胜了投降派，原则上接受了“五项要求”，并同意与中国共产黨进行谈判。三中全会先后通过了《促进救国大计案》、《西安事变经过之决议》、《关于国防经济建设案》及《关于根绝赤祸之决议案》等议案，并发表宣言。三中全会宣言中说，对内的方针是“和平统一”，“在同一主义之下意见之分歧不取决于武力，而取决于商榷”；但同时又说，“决不忍数年以来掷其血汗以从事剿匪工作之武装同志及一切同志怀功亏一篑之痛，无论用任何方式，必以自力使赤祸根绝于中国，免贻将来无穷之戚，而永奠民族复兴之基，此当明白为天下告者也”。三中全会还专门通过了一个《关于根绝赤祸之决议案》，案中有这么一段话：“今者共产党人于穷蹙边隅之际，倡输诚授命之说；本党以博爱为怀，决不断人自新之路”。它把共产党领导抗日民族统一战线说成是向国民党“输诚”，把国民党接受共产党的主张说成是允许共产党“自新”。这种说法，固然反映了国民党反共的根本立场没有改变，但也反映了国民党在新形势下对共产党策略的改变，即由武力“剿共”改变为“和平统一”。
这次会议，国民党虽然没有根本放弃反共立场，没有制定明确的抗日方针；但在中国共产党的推动下和国民党内进步人士的积极努力下，在内外政策上做了某些重要调整。在对内政策上，基本确定了停止内战，实行国共合作的原则；对外政策上，公开表示“如果让步超出了限度，只有出于抗战一途”。这次会议标志着国共合作的抗日民族统一战线的初步形成。
五届三中全会决定重建国防委员会。汪精卫、蒋介石以中政会正副主席身份兼任负责。

## 五届五中全会
会议背景：抗日战争时期，武汉失守以后，國民政府虽然继续抗战，但是反共氣氛也日益滋长。
会议内容：1939年1月21日至1月30日国民党在重庆召开五届五中全会，会议的中心议题是：抗战和反共。《拟请通饬全国举行〈国民抗敌公约〉案》(五届五中全会通过)，提出了鉴于“民族意识之薄弱，抗战信念之不坚”，在第二期抗战中，全国人民举行“国民抗战宣誓”，“以自发自动之精神，出为共信互信之誓约，是于加强必胜信念，增加抗战力量”，具体地制定了《抗敌公约》九条。在抗日问题上，五届五中全会基本上坚持了继续持久抗战的立场。武汉会战后，日本改变了侵华策略，着重从政治上进行诱降。中国国内、尤其是国民党内妥协求和的空气再度上升，对此，五中全会在其宣言中重申：“吾人所求为合乎正义之和平，非屈服之和平，屈服只以助长侵略。中国若怵于日本暴力，以屈服谋一时之苟安，则将降为日本之殖民地。”表达了坚持抗战的意向。蒋介石也在题为《以事实证明敌国必败我国必胜》的开幕词中，批评了对日和平的倾向，表示要坚持抗战。不过，蒋介石虽然当时反对对日妥协，但并未完全排除与日本谈判求和的可能性，问题在于时机和条件。
蒋介石在全会上作了《唤醒党魂发扬党德与巩固党基》和《整理党务之要点》的演讲，企图以此来巩固和强化国民党。在全会的宣言中提出了所谓“后期抗战”胜利的保障有三条，即：一是加强团结，“本会议郑重声明，吾人绝不愿见领导革命之本党，发生二种党籍之事实。更不忍中国实行三民主义完成革命建国一贯之志业，因信仰不笃与意志不坚，致生顿挫”。二是积极奋斗，“自今以往，必须共矢忠诚，在最高统帅领导之下，绝无保留，绝无犹豫，勇往迈进”。三是加紧建设，什么心理建设、政治建设、经济建设，提出“在后期抗战开始、生死存亡所系之关头，尤宜组成中央党政军统一指挥之机构，使全国党政工作，得与军事相切合，以收共同行动之效，故特设置国防最高委员会，以统一党政军之指挥”。在宣言的最后又说：“凡我同志，务以至诚，遵守决议，一心一德，接受总裁提高德性巩固党基之指示，振作精神，集中意志，坚定信仰”。全会通过了《国防最高委员会组织大纲案》，还确定了“防共、限共、溶共”的方针，设立了“防共委员会”。不久国民党顽固派就掀起了第一次反共高潮。
会议标志：国民政府自抗战以来在政策上的重要转变。很显然，这一次全会的目的是为了加强国民党的一党专政，加紧进行反共斗争。这次全会是国民党改变政策的重要标志。蒋介石集团把政策的重心由对外转向对内，国民党开始执行一条消极抗日积极反共的路线。

## 五届六中全会
1939年11月12日至20日在重庆召开国民党五届六中全会。会议制定了军事，政治，经济，党务，教育规划；决定于1940年11月12日召开国民大会;选举蒋介石兼任行政院院长，孔祥熙为行政院副院长。
1939年11月中旬召开的国民党五届六中全会，适值第一次长沙会战之后。为进一步消耗日军，准备于11月下旬至12月上旬，全面对日军发动冬季攻势。蒋介石重申了第二次南岳军事会议的一直要打到欧战结束的战略思想，并强调在此期间，中国要从各方面加强自己的力量。
五届六中全会通过了《加强经济斗争以粉碎敌人“以战养战”阴谋案》，认为“二期抗战，政治重于军事，而经济斗争又为政治斗争之主要部门”，确定了：甲，统制贸易，严禁走私，并切实抢购物资。乙，保护及发展农村经济，并提倡小工业。丙，破坏敌伪生产建设。五届六中全会确定了对中国共产党的方针由政治限制为主转为军事限制为主，为掀起抗日战争时期的第一次反共高潮作准备。

## 五届七中全会
1940年7月1日至8日在重庆召开国民党五届七中全会。会议着重讨论战时经济问题，特别是粮食，物价，交通，工业建设以及占地敌人经济掠夺问题。决定设立物价审查会和中国土地银行，行政院增设经济作战部，经济部改为工商部，决定设置中央设计局。
国民党五届七中全会通过《总裁交议拟于行政院增设经济作战部并设置战时经济会议加强经济行政效率适应长期抗战需要案》、《恳请政府令饬各省推广工恳事业救济此次对敌抗战之残废官兵及阵亡遗族案》、《改善兵役办理以利长期抗战案》、《扩大游击区宣传事业坚定民族抗战情绪案》。

## 五届八中全会
1941年3月24日至4月2日在重庆召开国民党五届八中全会。会议决定实行经济统制，中央接管各省田赋，行政院增设粮食部和贸易部。会议将国民政府制造的皖南事变称为整饬军纪，企图推卸历史罪责。
国民党五届八中全会通过《“战时党政三年计划”及“国防工业战时三年计划纲要”案》、《动员财力扩大生产、实行统制经济以保障抗战胜利案》、《请迅速实施战时计划经济以加强抗战力量奠定基础案》、《积极动员人力物力财力确立战时经济体系案》。

## 五届九中全会
1941年12月15日至23日在重庆召开国民党五届九中全会。珍珠港事件是1941年12月7日。蒋介石在开幕词中说太平洋战争的爆发，是中国转危为安，转败为胜重要之时机。国民党中央秘书长吴铁城宣读国民政府对日德意宣战书。会议决定行政院设置地政署，并通过《土地政策战时实施纲要》。
国民党五届九中全会通过《加强国家总动员实施纲领案》、《接受在全会开幕时之训示案》、《确定当前战时经济基本方针案》

## 五届十中全会
1942年11月12日至27日在重庆召开国民党五届十中全会，会议通过《党务改进案》，检讨历次大会宣言决议之实施情况以及国民党基层组织建设不足的问题。

## 五屆十一中全会
1943年9月6日至13日五屆十一中全會在重慶召开，鉴于林森于1943年8月1日去世，選舉蔣中正為國民政府主席；並修改國民政府組織法，规定国民政府主席为中華民國元首及陸海空軍大元帥，國民政府主席对國民黨中央執行委員會負責，五院院长对国民政府主席负责。
會議通過《關於中國共產黨破壞抗戰危害國家案件總結報告之决议案》，批評「中国共产党对本党十中全会决议所采取宽大容忍之态度，不但毫无感动觉悟之表现，反变本加厉，加紧进行其危害国家、破坏抗战之种种行为，殊深惋痛。」蒋介石还对此案下達“指示”，提出“应用政治方法”的“处理方针”解决“中共案件”。
对于一再延期的国民大会，会上通过《关于实施宪政总报告之决议案》，宣布“国民政府应于战争结束一年内，召集国民大会，颁布宪法，实施宪政。”